# Deniro
Danijel Mitrović (Užice, 16. oktobar 1978) srpski je reper, tekstopisac i video režiser poznatiji kao Deniro. Realizovao je značajan broj pesama i nekoliko objavljenih albuma. Nastupao je širom Srbije i regiona, između ostalog na Egzit festivalu 2006. godine, gde je nastupao sa izvođačima kao što su Vip, Bata Barata, Bolesna braća, Suid, General Woo, Elemental i mnogi drugi, a takođe je nastupao i u Beogradskoj areni uz Bassivity ekipu kao predgrupa 50 cent-u pred oko 18.000 ljudi. Deniro se pojavljuje na mnogim kompilacijama kao što su Provera mikrofona, Definicija, mixtape Rane i drugim projektima.
Ostvario je saradnju sa mnogim izvođačima, među kojima su Subliminal i Kyntero iz SAD, McDeux iz Italije, zatim Target, Acc, Muhamed, Ropez iz Zagreba; Sinuh iz Nemačke; Struka, Rolex, Sin, Dada, Ex3m, Expozito, Rexxxona, Ikac, El Prezidente, Bata Barata, Mack Dames iz Srbije, i drugi.
Godine 2007. završio je album pod nazivom Snovi gradskog mc-ja koji je trebalo da izađe do kraja godine za Bassivity/Mascom, a kao najavu albuma izbacio je spot za pesmu Tata Daje Keš, ali sa izdavačkom kućom Bassivity dolazi do nesporazuma i sa njima se razilazi i totalno menja listu pesama, snimajući potpuno nove pesme za novi album i menja naziv albuma u U Soliterima, koji je izdao za Take it or leave it Records.

## Diskografija

### Albumi
- Još uvek klošarim
- U soliterima (2010)
- Loš momak (2013)
- Tako zvuče velikani (ft. Hartman, 2013)[3]

## Spoljašnje veze
- Deniro na sajtu
- Deniro na sajtu
- Deniro na sajtu Spotify